# Powiat Tsuzuki (Kioto)
Powiat Tsuzuki (jap. 綴喜郡 Tsuzuki-gun) – powiat w Japonii, w prefekturze Kioto. W 2024 roku liczył 15 668 mieszkańców.

## Miejscowości
- Ide
- Ujitawara